# کارولینا کوالکیویچ
کارولینا کوالکیویچ (انگلیسی: Karolina Kowalkiewicz؛ زادهٔ ۱۵ اکتبر ۱۹۸۵) ورزشکار هنرهای رزمی ترکیبی و بوکسور اهل لهستان است. وی از سال ۲۰۱۲ میلادی تاکنون مشغول فعالیت بوده است.